# Felicia Pearson

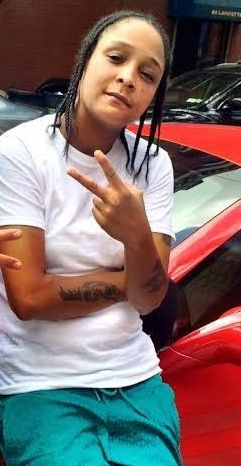
Felicia Pearson, 2015

Felicia Pearson (* 18. Mai 1980 in Baltimore, Maryland) ist eine US-amerikanische Schauspielerin und Autorin, bekannt durch ihre Rolle als Felicia „Snoop“ Pearson in der Fernsehserie The Wire.

## Leben
Pearson wurde von Pflegeeltern aufgezogen und adoptiert, da ihre leiblichen Eltern drogenabhängig waren. Nachdem ihr Pflegevater gestorben war, begann sie als Zwölfjährige mit dem Handel von Drogen. Am 27. April 1995 schoss sie im Streit auf ein Mädchen, das später seinen Verletzungen erlag. Felicia Pearson wurde dafür zu acht Jahren Haft verurteilt. Im Gefängnis holte sie ihren GED nach und wurde nach fünf Jahren wegen guter Führung entlassen. Ihren Spitznamen Snoop bekam sie von einem Freund verliehen, der ihr während der Zeit ihrer Inhaftierung half, und den sie an Snoopy aus den Peanuts-Comics erinnerte.
Zu The Wire kam Pearson durch den Darsteller Michael K. Williams, den sie in einer Bar kennengelernt hatte. In der Serie spielt sie eine androgyne Mörderin für eine Drogengang. Im Gegensatz zu allen anderen Charakteren der Serie trägt ihr Charakter auch ihren wirklichen Namen Felicia Snoop Pearson. Stephen King bezeichnete ihre Darstellung als 

“perhaps the most terrifying female villain to ever appear in a television series”

„möglicherweise der furchteinflößendste weibliche Verbrecher, der jemals in einer Fernsehserie auftrat.“

Im März 2011 wurde sie bei einer Razzia wegen Drogenhandels festgenommen. Einen Tag vor ihrer Gerichtsverhandlung im August 2011 bekannte sich Pearson des Heroinhandels für schuldig. Sie wurde zu sieben Jahren Haft auf Bewährung verurteilt, drei davon unter Bewährungsaufsicht.

## Filmografie (Auswahl)
- 2004–2008: The Wire (Fernsehserie, 25 Episoden)
- 2016: Blue Bloods – Crime Scene New York (Fernsehserie, Folge 7x02)
- 2023: The Family Plan

## Buch
Felicia Pearson, David Ritz: Grace After Midnight: A Memoir, Grand Central Publishing, 2007, ISBN 978-0-446-19518-8.